# Zone de protection des plantes de Mellomøya
La Zone de conservation des plantes de Mellomøya  est une aire protégée norvégienne qui est située dans le municipalité de Horten, dans le comté de Vestfold.

## Description

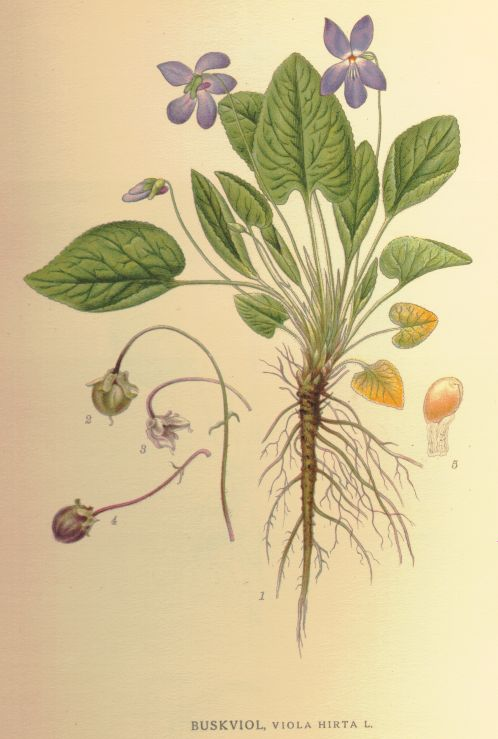
Violette hérissée

L'aire protégée de 0,012 km2 a été créée en 2006 sur le côté est de l'île de Mellomøya. Cette petite zone sert à la préservation d'un exemple de l'espèce rare de la violette hérissée et de son habitat.
Toute l'île a une végétation et une avifaune riche, et l'île est peu perturbée par le trafic humain. La zone se trouve sur un terrain militaire et n'est pas accessible au grand public. La végétation se compose principalement d'une riche forêt de feuillus avec des frênes, des chênes, des noisetiers et des tilleuls.